# Mutizmus
A mutizmus (latin: mutitas ’némaság’, mutus ’néma’; pszichogén hallgatás) olyan kommunikációs zavar, amikor az érintett személy csak egyes személyekhez vagy senkihez sem beszél, és ez nem magyarázható sem halláskárosodással, sem beszédzavarral. Gyakran jár együtt depresszióval, szorongással, viselkedészavarral, alvás- és evészavarokkal, valamint a szobatisztaság hiányával.
Két típusa van: az elektív vagy szelektív mutizmus, valamint a totális mutizmus. Totális mutizmusban az érintett elvben tud beszélni, de gyakorlatilag nem, vagy csak suttogni tud. A szelektív mutista rendszerint csak a családi és baráti körben tud beszélni, de ha úgy érzi, hogy más is hallja, akkor elnémul.
Az érintettek között vannak, akik suttogva tudnak beszélni például a tanárokkal, és vannak, akik nem beszélnek a szűkebb családjukon kívül, de jelekkel igyekeznek megértetni magukat. Ha beszédre kényszerítik őket, akkor egyre kevésbé beszélnek, sőt a kommunikáció más formái is egyre kevésbé működnek.

## Tünetei
A diagnózist a szülők, a tanárok és a nevelők kikérdezésével, vagy a gyerek megfigyelésével és testi-neurológiai vizsgálatával lehet felállítani.

### Az ICD-10 szerint
- A beszéd szelektivitása: egyes szociális helyzetekben az alany folyékonyan beszél, más helyzetekben alig vagy sehogyan sem bír megszólalni
- Ezek a szociális helyzetek lényegében állandók
- Az alany gyakran használ olyan kommunikációs csatornákat, amik nem igényelnek beszédet (gesztusok, mimika, írásos feljegyzések)
- A zavar legalább egy hónapig fennáll
- Kornak megfelelő nyelvi fejlettség

### A DSM IV szerint
- Egyes helyzetekben tartós beszédképtelenség, míg más helyzetekben a beszélőképesség fennáll
- Csökkent iskolai és a munkahelyi teljesítőképesség, vagy zavart társasági élet
- A zavar legalább egy hónapig fennáll, és nem korlátozódik az iskolakezdés utáni első hónapra
- A beszédképtelenség nem magyarázható a nyelvtudás hiányosságával, vagy azzal, hogy az érintett nem érzi jól magát a nyelvben

A DSM ezeken kívül még leírja a mutizmushoz társuló további tüneteket és zavarokat is, mint a félénkséget, a kényszeres viselkedést, sőt a hospitalizációt, az értelmi fogyatékosságot, és az extrém pszichoszociális faktorokat is.
A mutizmust meg kell különböztetni a hosszas hallgatással járó kórképektől és a tudatos hallgatástól is. A nem beszélésnek más okai is lehetnek: beszédfélénkség, nyelvtudás hiánya, beszédzavarok, autizmus, gyászreakció, személyiségzavar, szkizofrénia, és más pszichotikus zavar. A mutizmus nem érinti a jelnyelv használatára való képességet.

## Gyakorisága
A mutizmust ritka betegségként tartják számon. Tízezer iskolás és óvodás gyerek közül kettő-öt érintett (Goodman/Scott 1997). Többségük lány. A különböző felmérések különböző arányokat találtak 1,6:1-től (Steinhausen&Juzi 1996) 2,6:1-ig (Dummit et al. 1997). Ezeket a vizsgálatokat kis (100 vagy 50 fős) mintákon végezték, így a kapott eredmények nem pontosak. Egy nagymintás vizsgálatban 7,1 mutistát találtak 1000 gyerek között. (Bergman et al., 2002, Los Angeles) Egy másik kutatás Izraelben ugyanezt az arányt találta. (Elizur & Perednik, 2003).
Kurth és Schweigert (1972) különbséget tesznek a korai mutizmus (három-négy éveseknél) és az iskolakezdés utáni kései mutizmus (öt-hét éveseknél) között. Ezt másként iskolai mutizmusnak is nevezik.

## Társuló problémák
Az esetek 97%-ában szociális fóbia is jelen van, ami szorongásban és elkerülési viselkedésben nyilvánul meg.
További társuló zavarok:
- a társas viselkedés zavara
- fóbiák
- más szorongásos zavarok
- alkalmazkodási zavarok, túlterhelés
- depresszió
- evési és alvászavarok[3]

## Okai
Az elektív mutizmus elnevezés azt sugallja, hogy az alany a saját akaratából választja ki a helyzeteket, amikben beszél. Ezért vezették be a szelektív mutizmus elnevezést. Az előítéletek szerint a gyerek dacból hallgat. Valójában kevésbé hajlamosak az ellenkezésre az iskolában, mint kortársaik.
Nem mindig áll trauma, elhanyagoltság vagy erőszak a mutizmus hátterében. Az ezek által létrejött mutizmus hirtelen elnémulással jár. A szelektív mutisták majdnem mindig beszélnek bizonyos helyzetekben, bár ez egészen addig szűkülhet, amíg az egyén soha nem képes megszólalni.
A szelektív mutista gyerekek húsz-harminc százalékának beszédzavarai is vannak, és vannak, akik kétnyelvűek, vagy sokáig éltek egy másik országban. Mindezek plusz bizonytalanságot adnak azokban a helyzetekben, ahol a félénk gyerektől elvárják, hogy beszéljen, és ez elég ahhoz, hogy ne tudjon megszólalni.
Egy részüknek problémáik vannak az érzékek integrálásával, ami ahhoz vezet, hogy egyes érzékletek feldolgozatlanok maradnak.  Ez nyugtalanságot okozhat, aminek eredményeként a gyerek lekapcsol, és képtelenné válik a beszédre. Sok szelektív mutistában  a hangélmények feldolgozása is zavart lehet.
A legtöbb szelektív mutista öröklötten nyugtalan. Az elméletek szerint félénkségüket az amigdala fokozott ingerlékenysége okozza. Ez az agyterület foglalkozik a lehetséges fenyegetésekkel és a rájuk adott válaszokkal.

## Következményei
A helyzethez vagy személyekhez kötött némaság megterheli a meglevő emberi kapcsolatokat, és megnehezíti az új kapcsolatok kialakítását. A szelektív hallgatással találkozó kommunikációs partnerek szándékosnak vehetik a hallgatást; ez csalódást és haragot okozhat. Ha a mutistát kényszerítik arra, hogy beszéljen, akkor egyre nehezebben és egyre kevésbé szólal meg.
A mutista gyerekek és kamaszok tudását nem lehet a szokásos módszerekkel mérni az iskolában.
A mutizmus az egész személyiséget érinti. Hat az identitásra, és az öntudatra. Gyakran társul hozzá szociális fóbia. A szülők sokszor egyszerűen csak félénknek vagy kedvetlennek tartják a gyereket, vagy nem is veszik észre a zavart, mert családi körben nincs gond a beszéddel. Kevés a mutizmushoz értő szakember.

## Kezelése
A mutizmus leküzdésében sokat segíthet az új környezet, ahol az érintett nincs makacs hallgatóként elkönyvelve. Nem lehet arra számítani, hogy a mutistának egyedül sikerül javítania a helyzetén: kezelés nélkül a mutista gyerekből könnyen mutista felnőtt lehet, szorongással, és depresszióra való hajlammal. Kamasz- és felnőttkorban a kezelés a szorongásra és a depresszióra összpontosít, így a páciensnek antidepresszánsokat is szednie kell.

### Kezelési módszerek
A mutizmus kezelése hosszú és összetett, logopédiai és pszichológiai feladat. Együtt végzik a viselkedés- és beszédterápiát, valamint a pszichológiai kezelést. (Hartmann: Systemische Mutismus-Therapie SYMUT (2004, 2006) a viselkedés- és a beszédterápia kapcsolatáról)
(Katz-Bernstein (2005, 2007) a viselkedésterápia és a pszichológiai kezelés összekapcsolásáról) Egyes módszerek pozitív képességnek tekintik a gyerek hallgatását (Bahr): a gyereknek saját magától kell felvennie a kapcsolatot, de ez a szorongás miatt nem sikerül neki.
Alkalmazzák a pszichoanalízis eszközeit is.
A pszichoterápiás kezelés célja az oki tényezők redukálása, a személyiség fejlesztése, és a kommunikációs zavarok enyhítése.
A kezelésbe rendszerint bevonják a szülőket is, videotechnikával elemzik a családi kommunikáció stílusát, és igyekeznek a hallgatás okait felszámolni.
Gyerekek kezelése során a távolságtartóbb kommunikációs eszközöktől a közvetlenebbek felé haladnak. Általában is igyekeznek kedvet ébreszteni a beszédhez, és előtérbe hozni a nyelvet, mint hasznos kommunikációs eszközt. Szükséges a szülők és a tanárok megértő segítségére.